# Monasterio de San Francisco (Burgos)
El monasterio de San Francisco de Burgos fue un convento franciscano situado en la ciudad de Burgos (España), del que actualmente solo se conservan unas pocas ruinas rehabilitadas para evitar desprendimientos y la pérdida de los restos históricos que se mantienen. Según refiere la tradición, fue fundado por san Francisco de Asís en 1213, habiendo obtenido previamente la aprobación del rey Alfonso VIII de Castilla, aunque ello ha sido cuestionado por numerosos historiadores.
El monasterio resultó muy dañado durante la Guerra de la Independencia, y en 1836 fue desamortizado y comenzó a ser demolido. En el solar que ocupaba fue instalado un cuartel, y posteriormente una factoría militar y en las décadas siguientes tuvo otros destinos. Las ruinas consolidadas de la iglesia que aún se conservan se encuentran en la calle San Francisco, cerca de las del desaparecido convento de la Santísima Trinidad de Burgos y cercanas a la iglesia de San Gil.

## Historia del edificio

### Fundación y primeras décadas (sigloXIII)
Según refiere la tradición, fue fundado por san Francisco de Asís en 1213, durante la visita que el santo realizó a España con el propósito de peregrinar a Santiago de Compostela, aunque en la actualidad, diversos historiadores franciscanos cuestionan el supuesto viaje de san Francisco de Asís a España, y señalan que no se produjeron fundaciones de monasterios durante dicho viaje. No fue el monasterio de San Francisco de Burgos el único que pretendía haber sido fundado por el mismo santo, ya que son numerosos los monasterios franciscanos en España que lo pretendían, entre los que se cuentan el convento de San Francisco de Santiago de Compostela o los desaparecidos conventos de San Francisco de Barcelona y Soria.
San Francisco, según la tradición, obtuvo licencia del rey Alfonso VIII de Castilla para fundar un monasterio en la ciudad de Burgos y, por ello, el cabildo catedralicio de Burgos cedió a los franciscanos la ermita de San Miguel, situada en la cumbre del cerro de San Miguel de Burgos. Dicha ermita había sido donada al cabildo de Burgos por dos ciudadanos que la habían edificado a su costa.
San Francisco de Asís, según refiere la tradición, aceptó complacido la donación de la ermita, pues se hallaba en un lugar apropiado para servir de morada a los monjes, que se hallaban dedicados al retiro, la penitencia y la contemplación. Posteriormente, san Francisco adaptó el edificio a las necesidades de la orden, aunque el edificio pertenecía al cabildo catedralicio, según se desprende del documento emitido por el papa Alejandro III en el año 1163, en el que incluye la ermita de San Miguel entre las once iglesias de la ciudad de Burgos.
En el desaparecido convento de la Santísima Trinidad de Burgos se conservaba una escritura, actualmente desaparecida, en la que constaba que en 1212, los padres trinitarios habían cedido un huerto a los frailes franciscanos, durante la estancia de San Francisco de Asís en la ciudad de Burgos. No obstante, la datación de dicho documento es errónea, pues en el caso de que la donación se hubiese realizado, habría tenido lugar en el año 1213, en el que algunos autores certifican que se produjo el viaje de san Francisco a España, aunque numerosos historiadores afirman que dicho viaje a España nunca fue realizado.
En 1226, según refieren las crónicas de la época, los franciscanos de Burgos, debido a la incomodidad de su alojamiento en la ermita de San Miguel, comenzaron a planificar el traslado de su monasterio a otro lugar de la ciudad, contando para ello con la cesión de algunos terrenos donados por los padres trinitarios del convento de la Santísima Trinidad de Burgos. Pedro Díaz de Orense, canónigo de la catedral de Burgos, donó en su testamento una suma de dinero a los frailes franciscanos a fin de que comprasen el terreno para levantar el nuevo monasterio, y también para sufragar las obras del edificio.
El traslado de los frailes al nuevo monasterio tuvo lugar durante la estancia en la ciudad de Fray Juan de Parente, portador de cartas e instrucciones de san Francisco de Asís para los monasterios franciscanos de España, y de la bula por la que el papa Honorio III había legitimado, el día 23 de noviembre de 1223, la orden de los franciscanos. Fray Juan de Parente residió varios años en la ciudad de Burgos y estuvo presente en la colocación de la primera piedra de la nueva catedral, en 1221, durante el reinado de Fernando III de Castilla, quien benefició al monasterio junto con el cabildo catedralicio y la ciudad de Burgos. Además, en esta época se convirtió en benefactor del monasterio el almirante de Castilla Ramón de Bonifaz, quien donó en su testamento una gran suma para la edificación de la iglesia, reservándose el derecho de sepultura para sí mismo y sus descendientes en la misma.
El papa Inocencio IV, mediante bula otorgada en la ciudad de Lyon en 1246, concedió indulgencias y otras mercedes a los individuos que trabajasen o destinasen sumas de dinero para lograr la terminación de la iglesia de San Francisco de Burgos. Varios años después, la ciudad de Burgos edificó a sus expensas la nave mayor del templo, y durante los siguientes siglos el patrimonio del monasterio fue ampliado gracias a las donaciones y privilegios concedidos por diversos monarcas y benefactores particulares. Durante los siglos en que funcionó como monasterio franciscano, el monasterio de San Francisco fue uno de los principales de la ciudad de Burgos, junto con el monasterio de las Huelgas y la Cartuja de Miraflores, que aún perduran, y el desaparecido convento de San Pablo, de la orden de los dominicos.

### El monasterio de San Francisco entre los siglos XIV y XVIII

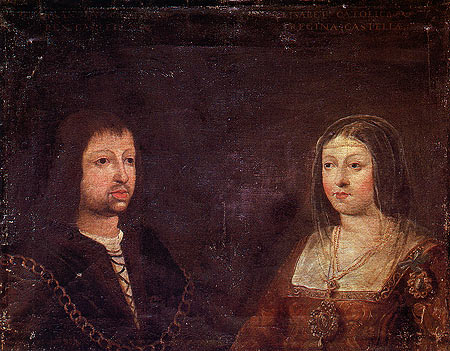
Lienzo que representa a los Reyes Católicos, que instalaron su archivo documental en el monasterio de San Francisco de Burgos

Durante las Cortes de Burgos de 1392 fue asesinado Díaz Sánchez de Rojas, caballero del séquito del rey Enrique III de Castilla, y por la ciudad de Burgos se extendió el rumor de que el asesinato había sido instigado por el duque Fadrique de Castilla, hijo ilegítimo del rey Enrique II de Castilla. El cadáver de Díaz Sánchez de Rojas recibió sepultura en el monasterio de San Francisco de Burgos y sus asesinos, Pedro Lobete y Juan de Castrillo, se refugiaron, según el rumor popular, en el palacio del duque de Benavente en Burgos.
A principios del siglo XV, durante el reinado de Juan II de Castilla, hallándose el rey y la Corte en la ciudad de Burgos, el cardenal Pedro Fernández de Frías tuvo una disputa con Juan Vázquez de Cepeda, obispo de Segovia, y este último fue golpeado por varios escuderos de aquel, provocando con ello la cólera de Diego López de Zúñiga, justicia mayor del rey, y la de Juan de Velasco, camarero mayor del rey, que protestaron por ello ante el rey Juan II de Castilla y consiguieron que el rey ordenase el arresto del cardenal Pedro Fernández, quien permaneció detenido en el monasterio de San Francisco de Burgos, donde se hallaba alojado. Poco después, el cardenal fue expulsado de la Corte y que abandonó Castilla. Se instaló en Florencia, donde falleció. Su cadáver fue repatriado y sepultado en la catedral de Burgos.
Los Reyes Católicos establecieron en el monasterio de San Francisco de Burgos su archivo, y en él fue depositado una copia del testamento de la reina Isabel la Católica, que falleció en el municipio vallisoletano de Medina del Campo en el año 1504. Posteriormente, la copia del testamento de la reina fue entregada, por orden del emperador Carlos V, al cardenal García de Loaysa, confesor del emperador y arzobispo de Sevilla. En 1546 los documentos reales archivados en el monasterio de San Francisco fueron trasladados al Archivo General de Simancas, ubicado en el vallisoletano castillo de Simancas.
En el siglo XVII a Juan de Castro y Castilla, I conde de Montalvo, le fue concedido el título de Protector del Convento y el patronato de la capilla de San Pedro Apóstol, del altar mayor de la iglesia, y del trasagrario, debido a las donaciones que había realizado al monasterio. Además, su escudo de armas fue colocado en diferentes lugares de la iglesia y del monasterio de San Francisco.

### Guerra de la Independencia y demolición del monasterio (1808-1836)
Durante la Guerra de la Independencia, el monasterio de San Francisco fue saqueado, usado como cuartel, y posteriormente destruido, por las tropas francesas. El día 18 de agosto de 1808, el rey José I Bonaparte, mientras se encontraba en Miranda de Ebro tras la derrota francesa en la batalla de Bailén, decretó que se vendieran los conventos con menos de 12 religiosos profesos y los bienes de las Obras Pías, y el día 16 de noviembre de 1808 el mismo monarca decretó la supresión de numerosos conventos y monasterios burgaleses, entre los que se contaba el de San Francisco.
Durante la ocupación francesa, en 1808, el párroco de la iglesia de San Gil Abad de Burgos regaló al general francés Darmagnac una Purísima Concepción que había estado en una capilla del monasterio de San Francisco, como agradecimiento por la guardia que el general francés colocó en la iglesia de San Gil Abad para impedir que fuera saqueada por los soldados franceses, aunque los sacerdotes de dicha parroquia pagaron por dicha protección.
En 1813, cuando el duque de Wellington asediaba la ciudad de Burgos, donde se encontraban las tropas francesas, éstas bombardearon el monasterio de San Francisco desde el castillo de Burgos, y arruinaron casi completamente la iglesia, que sufrió un gran incendio, desapareciendo entonces numerosas capillas y sepulcros, y las bóvedas que cubrían el templo. Y en 1815, durante el reinado de Fernando VII, los franciscanos volvieron a ejercer su ministerio y edificaron una nueva iglesia, cuya mérito artístico era muy inferior a la desaparecida, y el monasterio fue reconstruido y en él habitaron los religiosos hasta 1836, en que se vieron obligados a abandonarlo debido a la Desamortización de Mendizábal.
En 1836 comenzó la demolición del edificio, que pasó a depender del Ministerio de la Guerra, el cual en 1842 dispuso la creación de un cuartel de 800 plazas. En 1844 se reconstruyeron algunas partes del edificio para alojar a un batallón de Milicias Provinciales, y las piedras y sillares del monasterio fueron aprovechadas por los habitantes del vecindario y también se utilizaron en la construcción de la muralla de contención del Río Arlanzón, que atraviesa la ciudad de Burgos. En 1852 se instaló una factoría militar en las ruinas del edificio, y en 1856 el Establecimiento de provisiones de la Plaza de Burgos. En 1877, veinte años después, se construyeron almacenes en los terrenos que había ocupado la huerta del monasterio.

### Las ruinas del monasterio de San Francisco en la actualidad

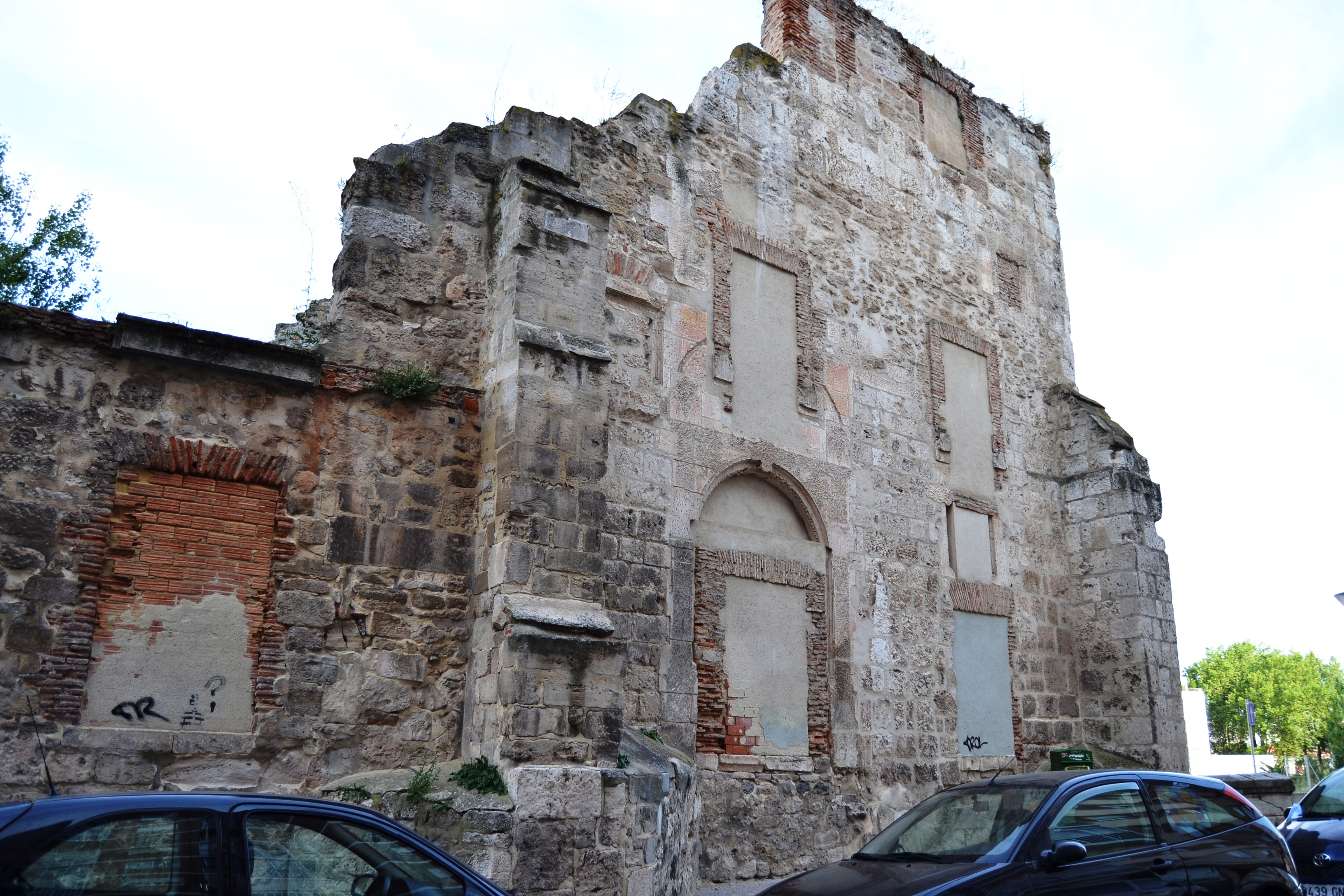
Ruinas del edificio en la actualidad

En 1972 el Ministerio de Defensa cedió los terrenos que había ocupado el monasterio al Ayuntamiento de Burgos, que estableció en él almacenes, cocheras y depósitos de materiales, y en 1988 se creó un Área de Actuación Urbanística que redistribuyó completamente el terreno, convirtiéndolo en una unidad residencial para uso mixto de viviendas y locales comerciales. No obstante, los últimos restos del monasterio que aún se conservan, y que consisten en una parte del muro norte de la iglesia y el solar colindante, fueron cedidos por el Ayuntamiento de Burgos al Ministerio de Cultura.
A finales de 1992, mientras continuaban las obras de explanación, desmonte y terraplenado de lo que fueron los terrenos del monasterio, se realizaron sondeos arqueológicos en la iglesia del monasterio, por iniciativa de la Consejería de Cultura y Turismo de la Junta de Castilla y León. Durante dichos sondeos se encontró una gran cantidad de restos óseos dispersos y mezclados con escombros, y se recuperaron fragmentos cerámicos vidriados, trozos de baldosas con esmaltes, un pequeño crucifijo de madera, dos monedas de los reyes Felipe III y Felipe IV, y una pieza de alabastro en relieve que provendría de algún sepulcro.
Las ruinas de la iglesia que se conservan en la actualidad se encuentran en la calle San Francisco, cerca de las del desaparecido convento de la Santísima Trinidad de Burgos.

## Descripción de la iglesia de San Francisco

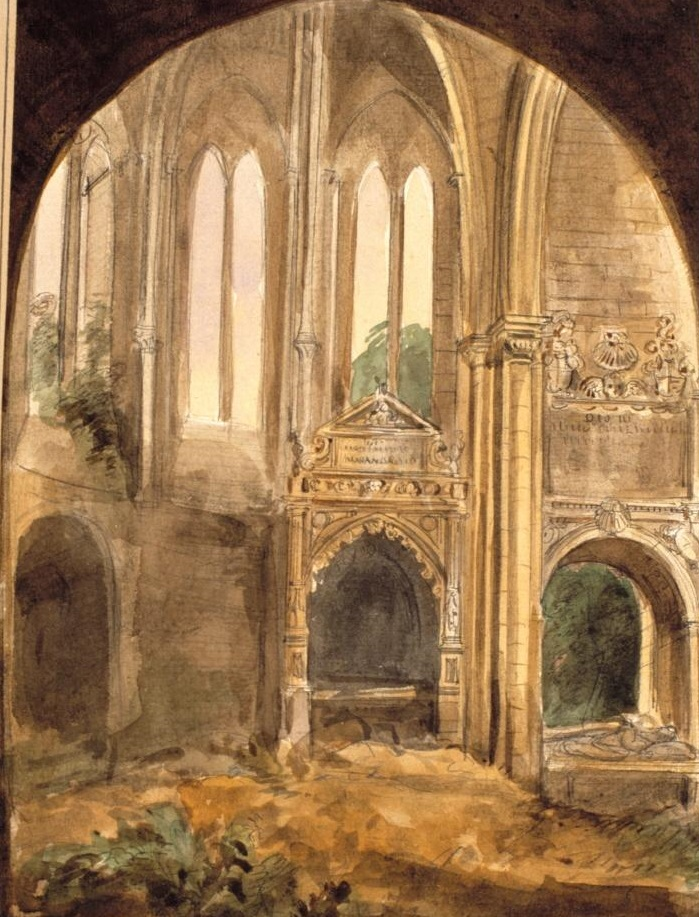
Dibujo de las ruinas de la iglesia de San Francisco. Realizado hacia 1850 por Valentín Carderera. (Museo Lázaro Galdiano, Madrid)

La iglesia de San Francisco seguía el prototipo de las primeras iglesias franciscanas del siglo XIII, como la iglesia de San Nicolás de Bari de Barcelona o el convento de Santa Catalina de la misma ciudad, de la Orden de los dominicos.
La nave central de dichos templos era de mayor anchura que las restantes, ancha y rectangular, y cubierta por varios tramos de bóvedas de crucería, en la cabecera del templo había un ábside poligonal, y los muros laterales de la iglesia descansaban sobre contrafuertes, entre los que se hallaban las capillas laterales de la iglesia.
La iglesia de San Francisco, basándose en los escasos datos que los historiadores conocen de ella, y según la hipótesis más probable, tenía tres naves, estaba edificada con piedra de sillería y la cabecera del templo era de estilo gótico, y diversas pruebas manifiestan que junto a la cabecera había dos torres-campanario, aunque cabe la posibilidad de que existiera una única torre. En una de las torres debió estar colocado un reloj, según se deduce del coste de sus arreglos, que figuran en los libros de cuentas del monasterio. El suelo de la nave central de la iglesia estaba ocupado, desde las gradas del presbiterio hasta el sotocoro del atrio de entrada, por 177 sepulturas.
La nave central era más ancha que las dos restantes, y a los lados del templo se abrían una serie de capillas, en las que estaban sepultados numerosos miembros de la nobleza burgalesa y castellana. La nave mayor de la iglesia de San Francisco medía más de trescientos pies de largo (unos 90 metros), y fue costeada a expensas de la ciudad de Burgos y, por ello, el escudo de la ciudad de Burgos, esculpido sobre alabastro, fue colocado sobre la puerta de entrada de la iglesia.
En las naves del templo y en la cabecera había capillas particulares, y sus patronos, entre los que se encontraban algunos de los principales nobles burgaleses, las dotaron con capellanías y las utilizaron como lugar de enterramiento para ellos y sus descendientes. Todas las capillas estaban adornadas con retablos, pinturas, sepulcros, estatuas, escudos, laudas, epitafios, y sepulcros con sus respectivos carneros.
A los pies del templo se hallaba un pórtico, que cobijaba la portada exterior de la iglesia. En dicha portada, de estilo ojival florido, dos ángeles tenantes sustentaban dos escudos en los que aparecían esculpidas las armas del adelantado de Castilla que costeó la obra de la portada. En el pórtico de la iglesia también se hallaban colocados los blasones de las familias Salamanca y Orense, por Hernán García de Orense, secretario del rey Enrique, que fue protector del monasterio.
En la iglesia de San Francisco tenían su sede varias cofradías de la ciudad de Burgos, siendo algunas de ellas de carácter religioso, y otras de carácter gremial. La iglesia también era estación fija de procesiones y rogativas públicas, como la de los hijosdalgo de la merindad de Río Ubierna, municipio situado a 10 km de Burgos, para implorar la lluvia.

### La capilla mayor

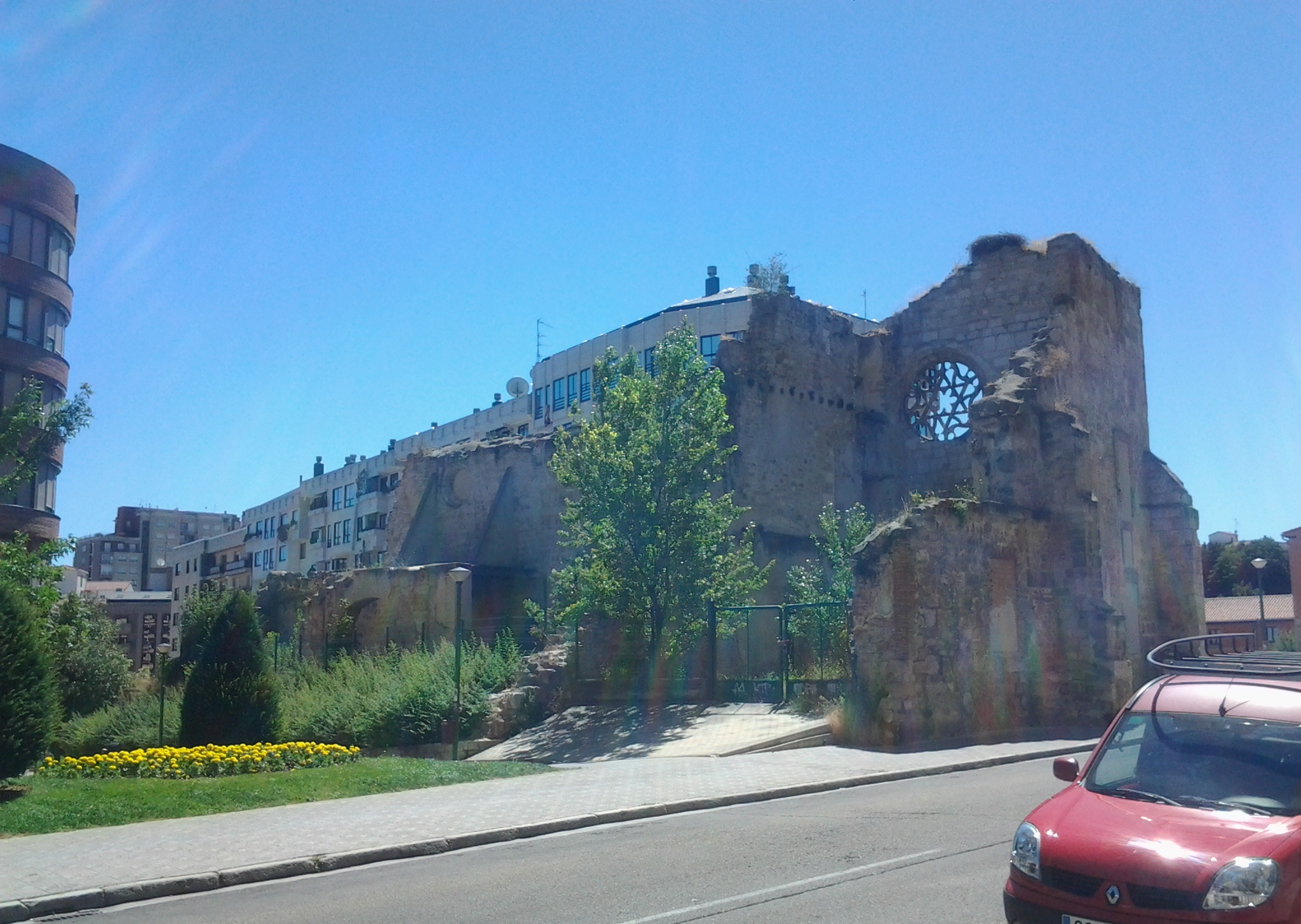
Ruinas del monasterio de San Francisco de Burgos en la actualidad

Al presbiterio de la iglesia, que era bastante amplio, se accedía por una escalera de diez peldaños, y a ambos lados del presbiterio estaban colocados dos altares con sus correspondientes retablos. El altar del lado del Evangelio estaba dedicado a San Pedro y el altar del lado de la Epístola a la Inmaculada Concepción.
El retablo mayor de la iglesia de San Francisco fue realizado a finales del siglo XVII y era de estilo barroco. Estaba dorado y adornado con pinturas y con esculturas de talla policromadas y abundantes adornos vegetales y se dividía en tres cuerpos y tres calles. En el centro del primer cuerpo estaba colocada la imagen de San Francisco de Asís y a sus lados estaban las de San Buenaventura y San Antonio de Padua. En el centro del segundo cuerpo del retablo se hallaba una imagen de la Virgen María, flanqueada por las imágenes de San Luis, obispo de Tolosa, y por la de San Bernardino de Siena y, en el tercer cuerpo estaba colocado un Cristo crucificado, flanqueado por las imágenes de San Juan Evangelista y la Virgen María, todas ellas de tamaño superior al natural.
En la capilla mayor estaban colocados los sepulcros de varias familias de la nobleza. Junto a las gradas del altar mayor estaba el sepulcro de la familia Salinas, en el lado del Evangelio el de los condes de Montalvo, en el lado de la Epístola el de la familia Huidobro, y junto a este último el de los marqueses de Quintana de las Torres. También la Casa de Bernuy, que llegó a ostentar el marquesado de Benamejí, tenía sepulturas en la capilla mayor.
A ambos lados de la predela del retablo mayor, sendas puertas comunicaban con el trasagrario del templo, que estaba adornado con diversas pinturas y relicarios.

### El coro
Diversos autores señalan que el coro primitivo del templo, con su sillería, facistol y cantorales, estuvo colocado al principio entre el crucero de la iglesia y la capilla mayor, aunque posteriormente fue colocado a los pies de la nave mayor, junto a la portada principal de la iglesia.

### Capillas de la iglesia

#### Capilla de San Pedro
Estaba situada en la nave del Evangelio y junto a la capilla mayor del templo. En ella estaba sepultado Diego López V de Haro, señor de Vizcaya, que falleció en 1310 en el asedio de Algeciras, durante el reinado de Fernando IV de Castilla.
Juan de Castro y Castilla, que falleció sin descendencia en 1646, era el patrono de la capilla de San Pedro. Fue el primer conde de Montalvo, comendador mayor de Aragón en la Orden de Santiago, corregidor de Madrid, y consejero de Guerra y de Hacienda, y sus escudos de armas estaban colocados en la capilla de San Pedro, en el trasagrario y en el altar mayor de la iglesia.

#### Capilla de lasLlagas de San Francisco

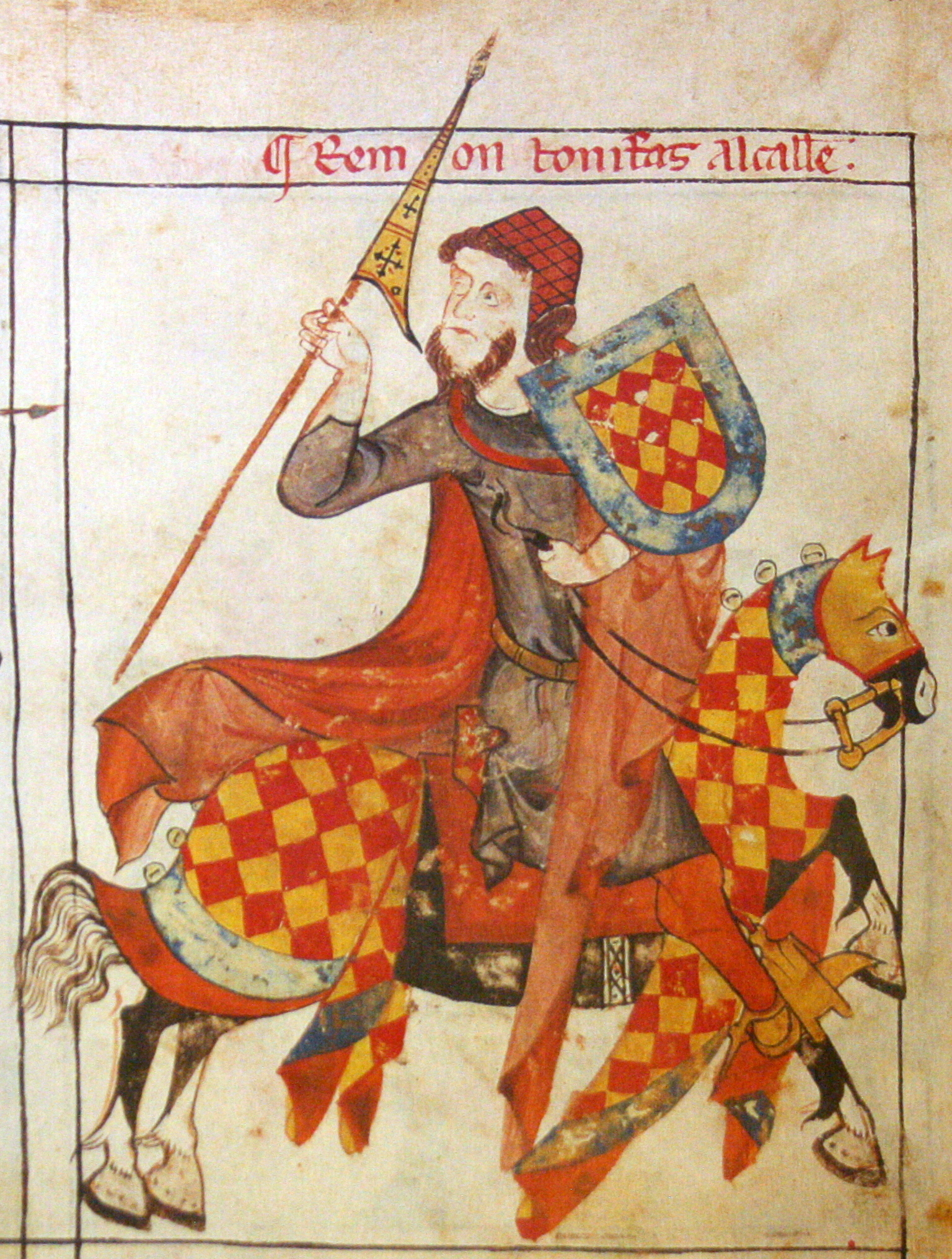
Ramón Bonifaz. Miniatura del Libro de la Real Cofradía de los Caballeros del Santísimo y de Santiago (1338). Archivo de la Real Cofradía, Catedral de Burgos

Estaba situada en la nave del Evangelio, junto a la capilla de San Pedro. Estaba comunicada con la sacristía del templo, y en ella se encontraban algunas sepulturas de los miembros de la comunidad religiosa del monasterio. En esta capilla, cuyas claves de bóveda estaban adornadas con los escudos de la familia Bonifaz, se encontraban, entre otros, los siguientes sepulcros de dicha familia:
- Sepulcro de Ramón de Bonifaz, primer almirante de Castilla y benefactor del monasterio de San Francisco.
- Sepulcro de Pedro de Bonifaz (m. 1354).
- Sepulcro del licenciado Gaspar de Bonifaz, caballero de la Orden de Santiago y miembro del Real Consejo de las Órdenes Militares.

El sepulcro del primer almirante de Castilla, de piedra, era de elevadas proporciones, estaba adornado con imágenes de los doce apóstoles y de otros santos, y sobre su cubierta se hallaba una estatua yacente que representaba al difunto portando su espada, mientras que a sus pies aparecía colocado un perro acostado, como símbolo de fidelidad, que portaba el escudo con las armas del almirante. En el sepulcro del almirante, desaparecido en la actualidad, estuvo esculpido el siguiente epitafio: «Aquí yace el muy noble y esforzado caballero don Ramón Bonifaz, primer almirante de Castilla que ganó a Sevilla. Murió el año MCCLVI», aunque, durante una visita de la reina Isabel la Católica al monasterio de San Francisco, ordenó que la parte final de dicho epitafio fuera suprimida y que en su lugar se colocara la frase «que fue en ganar a Sevilla con el rey Don Fernando».
Cerca del sepulcro del almirante fueron sepultados varios de sus familiares, entre ellos su tercera esposa, Teresa Arias de Hinojosa y su hijo Luis de Bonifaz. En 1354 fue sepultado en la misma capilla Pedro de Bonifaz, hijo de otro Pedro de Bonifaz que había sido camarero mayor del infante Pedro de Castilla, hijo del rey Sancho IV de Castilla.
En 1662, siendo guardián del monasterio de San Francisco Fray Juan Martínez Herreros, tomaron posesión de la capilla y del sepulcro de los Bonifaces, Luis de Bonifaz Tovar, caballero de la Orden de Santiago, y Diego Antonio de Bonifaz y Porres.

#### Capilla de la Concepción Antigua
Estaba situada en la nave del Evangelio, junto a la capilla de las LLagas de San Francisco y separada de esta última por una reja. Era una de las capillas más antiguas de la iglesia y estaba comunicada con el claustro del monasterio.

#### Capilla del Santísimo Cristo
Estaba situada en la nave del Evangelio, junto a la capilla de la Concepción Antigua y separada de esta última por un arco ojival decorado. En esta capilla se encontraba la imagen del Santísimo Cristo, de gran tamaño. El patronato de la capilla correspondía a la familia Torre, que fueron alcaldes y regidores de Burgos, y en ella fueron sepultados varios miembros de dicha familia, en sepulcros de piedra.
Entre los sepulcros de la capilla destacaba el sepulcro de Álvaro de la Torre y de Mencía de Castro, en el que aparecía un epitafio, donde constaban los nombres de los allí sepultados, y al lado del epitafio estaban las figuras de dos niños. La urna sepulcral descansaba sobre calaveras, que se hallaban colocadas encima del zócalo.
La capilla también destacaba por contener numerosas reliquias.

#### Capilla de Santiago Apóstol

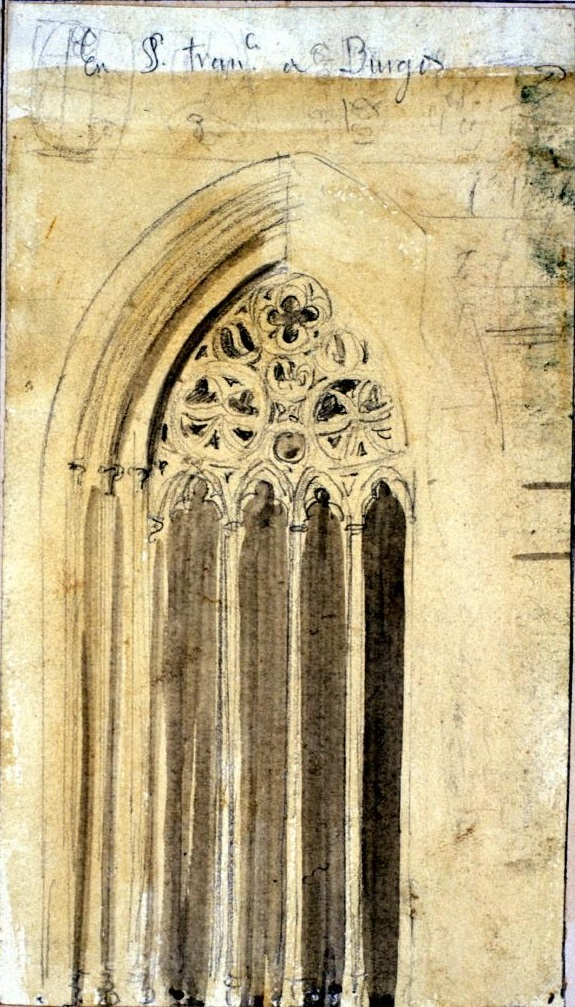
Ventanal gótico de la iglesia del monasterio de San Francisco de Burgos. Dibujo realizado en el por Valentín Carderera. (Museo Lázaro Galdiano, Madrid)

Estaba situada en la nave del Evangelio, junto a la capilla del Santísimo Cristo y separada de esta última por un arco ojival de piedra. Uno de sus patronos fue Diego de Curiel Pardo, regidor de la ciudad de Burgos y adinerado comerciante, que fue sepultado en la capilla y cuyos padres, Diego de Curiel y María Pardo, también fueron sepultados en ella. La familia provenía del municipio burgalés de Aranda de Duero y uno de sus antepasados fue administrador de justicia en dicho municipio, hacia 1485, en el reinado de los Reyes Católicos.
También fue patrono de la capilla Pedro Gutiérrez, alcalde mayor de Burgos, cuya familia también tenía sepulturas en la capilla mayor de la iglesia, junto a las de los marqueses de Benamejí.
En el siglo XVIII, según refirió Antonio Ponz en su obra Viage de España, se hallaba colocado en la capilla de Santiago un retablo dedicado a dicho apóstol, de estilo renacentista, y de estilo similar al retablo mayor de la catedral de Burgos. En el centro del retablo se hallaba colocada la imagen de Santiago Apóstol, encima de ella aparecía la Adoración de los Reyes Magos, y en el remate del retablo se encontraba una imagen de Cristo crucificado. En los intercolumnios del retablo se encontraban las imágenes de San Jerónimo, San Francisco de Asís, San Cristóbal y San Ildefonso, y en el basamento del retablo aparecían las efigies de los cuatro evangelistas.

#### Capilla del Santo Cristo
Estaba situada junto a la anterior y separada de ella por una artística reja. Su patronazgo correspondía a la familia Veracruz, aunque también fue su patrono Miguel de la Torre, regidor de Burgos.

#### Capilla de San Bernardino
Capilla de San Bernardino. El lienzo de muro que todavía se conserva de la iglesia pertenece a esta capilla y en su lado del Evangelio estaba, y se conserva también actualmente, el arcosolio de Pedro Ximénez del Castillo, y en el lado de la Epístola estaba el desaparecido arcosolio de la familia Vitoria. También se conserva un rosetón que muestra algunas semejanzas con el rosetón de la catedral de Burgos, que fue ejecutado a principios del siglo XV, durante el episcopado del obispo Alfonso de Cartagena.

#### Otras capillas
- Capilla de La Piedad. Estaba situada en la cabecera del templo, junto a la capilla mayor y en la nave de la Epístola.[9]
- Capilla de San Roque. Perteneció a José Varona, regidor de Burgos e hijo de Pedro Varona, alcalde mayor de la misma ciudad.[30]
- Capilla de San Antonio. Era de la familia Miranda.
- Capilla de San Luis. Su patronato correspondía a la familia Gallo.[n. 1]
- Capilla de San Buenaventura. Perteneció a Diego de Lerma.
- Capilla de la Concepción. Su patronato correspondía a la familia Meléndez.
- Capilla de la familia Rico. Estaba situada junto a la entrada y en la nave de la Epístola.[30]
- Capilla de la familia Castillo. Se encontraba junto a la entrada y en la nave del Evangelio.[30]

### Altares y retablos
Domingo de Arroyuelo, que fue obispo de Burgos entre 1366 y 1380, consagró en el siglo XIV diez altares en la iglesia de San Francisco, y colocó en ellos reliquias de diferentes santos, aunque antes de dicha consagración, ya se encontraban colocados en la iglesia dos altares dedicados respectivamente a San Francisco de Asís y a Nuestra Señora. Los diez altares consagrados por el obispo Domingo de Arroyuelo fueron los siguientes:
- Altar mayor de la iglesia. Estaba dedicado al Espíritu Santo, aunque a finales del siglo XVII se colocó el retablo mayor.
- Altar de San Juan Bautista.
- Altar de San Juan Evangelista.
- Altar de San Antonio.
- Altar de los Apóstoles San Simón y San Judas.
- Altar de San Luis.
- Altar de Santa María Magdalena.
- Altar de Santa Inés.
- Altar de San Vicente
- Altar de San Ibón y San Alejo.

El número total de retablos colocados en la iglesia de San Francisco llegó a ser de veintidós, contándose entre ellos los que se hallaban colocados en las capillas de la iglesia y los que estaban junto a los pilares del templo.

### Sepulturas

#### Miembros de la realeza sepultados en la iglesia de San Francisco
En la iglesia de San Francisco recibieron sepultura dos miembros de la realeza castellano-leonesa:
- Diego López V de Haro (c. 1250-1310).[37][38] Fue señor de Vizcaya, y era hijo de Diego López III de Haro y bisnieto del rey Alfonso IX de León.[39] Fundó la Villa de Bilbao en 1300.
- Violante de Castilla,[40] esposa del anterior e hija del rey Alfonso X de Castilla y de la reina Violante de Aragón.[41][37][n. 2]

#### Otros sepulcros destacados
En la desaparecida iglesia de San Francisco se hallaban colocados numerosos sepulcros y los siguientes destacaban en opinión del historiador y viajero Antonio Ponz, que los contempló en el siglo XVIII:
- Sepulcro de Ramón de Bonifaz, primer almirante de Castilla.
- Sepulcro de Álvaro de la Torre y de Mencía de Castro.
- Sepulcro de Miguel Fernández de Miranda y de su esposa. Fue realizado en el siglo XVI y sobre su cubierta se hallaban las estatuas yacentes que representaban al matrimonio.
- Sepulcro de la familia Ríos. Se encontraba junto al retablo del Ecce Homo.

### Sacristía, claustro y relicario
En la sacristía de la iglesia de San Francisco, según refiere Antonio Ponz en su obra Viage de España, se hallaba un lienzo en el que aparecía representada la Porciúncula, y otros veinticinco lienzos de santos mártires pintados por Diego de Leiva antes de ingresar, en 1634, en la Cartuja de Miraflores. En el centro de la sacristía estaba colocado el sepulcro de los Montealegre, y destacaba su cajonería de nogal, donde se guardaban los ornamentos y alhajas para el culto del templo.
El claustro del monasterio era amplio y estaba abovedado, y fue reedificado hacia 1725, siendo guardián y provincial Fray Felipe Calvo, aunque antes hubo un claustro gótico que fue reemplazado a su vez por otro de estilo renacentista en el siglo XVI. En el claustro del monasterio estaban colocadas una serie de pinturas que representaban a numerosos santos, y en los ángulos del claustro otras pinturas representaban diferentes pasajes de la vida de San Francisco de Asís, y algunas estaban firmadas por el pintor flamenco Gaspar de Crayer y, según refiere Antonio Ponz en su obra Viage de España, eran de «razonable mérito»., mientras que otras fueron realizadas por el artista burgalés Mateo Cerezo.
En el monasterio de San Francisco, según refiere el Padre Enrique Flórez en su obra España Sagrada, se guardaban una serie de reliquias de santos. Entre ellas, se contaban una sandalia y un trozo de túnica de San Francisco de Asís, y reliquias de San Pablo, San Basilio, San Buenaventura, y de San Benito, entre otras.

### Sala Capitular, refectorio y enfermería
Se desconoce cómo era la Sala capitular del monasterio, aunque habría una. El refectorio era muy amplio, ya que en el monasterio solían habitar entre 70 y 80 monjes, sin contar con los novicios, y en él estaría colocado un púlpito. También destacaba la enfermería del monasterio.